# Doris Bačić
Doris Bačić (Neum, 23. veljače 1995.), hrvatska je nogometna vratarka, igračica talijanskog prvoligaša Napolija i hrvatske ženske nogometne reprezentacije. Branila je i za Rosengard, Anderlecht, Arsenal, Juventus i dr.
Karijeru je započela u dubrovačkom klubu Libertas i Ombli. S Osijekom osvaja 2013. dvostruku krunu, prvenstvo i kup Hrvatske. Isti uspjeh ponovila je i šest godina kasnije s Juventusom. Prethodno je osvajala prvenstva BiH-a, Švedske i Belgije.
Za hrvatsku nogometnu reprezentaciju upisala je 68 nastupa (do 22. siječnja 2024.).